# Jill Clayburgh
Jill Clayburgh (født 30. april 1944, død 5. november 2010) var en amerikansk skuespiller, der specielt i 1970'erne og 1980'erne var en stor stjerne i en række film, heriblandt En fri kvinde og Lad os prøve igen, for hvilke hun modtog Oscar-nomineringer, samt Bertoluccis La Luna.

## Biografi
Jill Clayburgh var født i New York i en relativt velstående jødisk familie, og hun gik på velrenommerede skoler. Undervejs fandt hun ud af, at hun ville være skuespiller. Hun begyndte karrieren på et teater i Boston, men vendte tilbage til New York, hvor hun i 1960'erne og 1970'erne medvirkede i en række Broadway-forestillinger. Hun fik sin første filmrolle i 1963 i The Wedding Party, der imidlertid først fik premiere seks år senere. 
Den første film, hvori hun for alvor blev bemærket, var Chicago-ekspressen (1976), hvor hun spillede den kvindelige hovedrolle over for Gene Wilder og Richard Pryor. De følgende år indspillede hun de film, hun nok især vil blive husket for. Hun indspillede også en række tv-produktioner, og denne form kom til at dominere senere i hendes karriere. Hun havde blandt andet rollen som Ally McBeals mor i Ally samt roller i Frasier, Forsvarerne og Dirty Sexy Money.
Hun blev i 1979 gift med manuskriptforfatteren David Rabe, med hvem hun havde to børn. De sidste mange år af hendes liv led hun af leukæmi, hvilket til slut kostede hende livet.